# Nuevo Ideal
Nuevo Ideal es una localidad del estado mexicano de Durango. Es la cabecera del municipio de Nuevo Ideal. Fue fundada el 8 de agosto de 1926.

## Demografía
| Gráfica de evolución demográfica |
|                                  |

| Censo | Población |
| ----- | --------- |
| 1940  | 1 171     |
| 1950  | 2 360     |
| 1960  | 3 726     |
| 1970  | 5 252     |
| 1980  | 8 294     |
| 1990  | 8 583     |
| 2000  | 8 555     |
| 2010  | 10 876    |
| 2020  | 12 850    |

## Clima
| Parámetros climáticos promedio de Guatimape, Nuevo Ideal, Durango (1974 msnm) normales 1991–2020 | Parámetros climáticos promedio de Guatimape, Nuevo Ideal, Durango (1974 msnm) normales 1991–2020 | Parámetros climáticos promedio de Guatimape, Nuevo Ideal, Durango (1974 msnm) normales 1991–2020 | Parámetros climáticos promedio de Guatimape, Nuevo Ideal, Durango (1974 msnm) normales 1991–2020 | Parámetros climáticos promedio de Guatimape, Nuevo Ideal, Durango (1974 msnm) normales 1991–2020 | Parámetros climáticos promedio de Guatimape, Nuevo Ideal, Durango (1974 msnm) normales 1991–2020 | Parámetros climáticos promedio de Guatimape, Nuevo Ideal, Durango (1974 msnm) normales 1991–2020 | Parámetros climáticos promedio de Guatimape, Nuevo Ideal, Durango (1974 msnm) normales 1991–2020 | Parámetros climáticos promedio de Guatimape, Nuevo Ideal, Durango (1974 msnm) normales 1991–2020 | Parámetros climáticos promedio de Guatimape, Nuevo Ideal, Durango (1974 msnm) normales 1991–2020 | Parámetros climáticos promedio de Guatimape, Nuevo Ideal, Durango (1974 msnm) normales 1991–2020 | Parámetros climáticos promedio de Guatimape, Nuevo Ideal, Durango (1974 msnm) normales 1991–2020 | Parámetros climáticos promedio de Guatimape, Nuevo Ideal, Durango (1974 msnm) normales 1991–2020 | Parámetros climáticos promedio de Guatimape, Nuevo Ideal, Durango (1974 msnm) normales 1991–2020 |
| Mes                                                                                              | Ene.                                                                                             | Feb.                                                                                             | Mar.                                                                                             | Abr.                                                                                             | May.                                                                                             | Jun.                                                                                             | Jul.                                                                                             | Ago.                                                                                             | Sep.                                                                                             | Oct.                                                                                             | Nov.                                                                                             | Dic.                                                                                             | Anual                                                                                            |
| ------------------------------------------------------------------------------------------------ | ------------------------------------------------------------------------------------------------ | ------------------------------------------------------------------------------------------------ | ------------------------------------------------------------------------------------------------ | ------------------------------------------------------------------------------------------------ | ------------------------------------------------------------------------------------------------ | ------------------------------------------------------------------------------------------------ | ------------------------------------------------------------------------------------------------ | ------------------------------------------------------------------------------------------------ | ------------------------------------------------------------------------------------------------ | ------------------------------------------------------------------------------------------------ | ------------------------------------------------------------------------------------------------ | ------------------------------------------------------------------------------------------------ | ------------------------------------------------------------------------------------------------ |
| Temp. máx. abs. (°C)                                                                             | 40                                                                                               | 42                                                                                               | 45                                                                                               | 48                                                                                               | 49                                                                                               | 48                                                                                               | 45                                                                                               | 40                                                                                               | 43                                                                                               | 43                                                                                               | 43                                                                                               | 38                                                                                               | 49                                                                                               |
| Temp. máx. media (°C)                                                                            | 23.0                                                                                             | 24.9                                                                                             | 27.3                                                                                             | 31.2                                                                                             | 33.5                                                                                             | 33.8                                                                                             | 30.8                                                                                             | 30.4                                                                                             | 29.4                                                                                             | 27.6                                                                                             | 25.1                                                                                             | 22.9                                                                                             | 28.3                                                                                             |
| Temp. media (°C)                                                                                 | 11.6                                                                                             | 13.1                                                                                             | 15.6                                                                                             | 18.6                                                                                             | 21.3                                                                                             | 23.1                                                                                             | 21.4                                                                                             | 21.1                                                                                             | 20.2                                                                                             | 17.3                                                                                             | 13.6                                                                                             | 11.6                                                                                             | 17.4                                                                                             |
| Temp. mín. media (°C)                                                                            | 0.2                                                                                              | 1.4                                                                                              | 3.8                                                                                              | 6.0                                                                                              | 9.1                                                                                              | 12.4                                                                                             | 11.9                                                                                             | 11.8                                                                                             | 10.9                                                                                             | 7.0                                                                                              | 2.2                                                                                              | 0.3                                                                                              | 6.4                                                                                              |
| Temp. mín. abs. (°C)                                                                             | -9                                                                                               | -10                                                                                              | -10                                                                                              | -5                                                                                               | -2                                                                                               | 1                                                                                                | 1                                                                                                | 2                                                                                                | 0                                                                                                | -5                                                                                               | -10                                                                                              | -12                                                                                              | -12                                                                                              |
| Precipitación total (mm)                                                                         | 11.3                                                                                             | 4.4                                                                                              | 10.7                                                                                             | 2.2                                                                                              | 11.1                                                                                             | 55.8                                                                                             | 141.2                                                                                            | 118.5                                                                                            | 106.0                                                                                            | 40.2                                                                                             | 13.7                                                                                             | 4.6                                                                                              | 519.7                                                                                            |
| Fuente: Servicio Meteorológico Nacional                                                          |                                                                                                  |                                                                                                  |                                                                                                  |                                                                                                  |                                                                                                  |                                                                                                  |                                                                                                  |                                                                                                  |                                                                                                  |                                                                                                  |                                                                                                  |                                                                                                  |                                                                                                  |